# Anselmo Pineda
José Anselmo Pineda Gómez (El Santuario, 21 de abril de 1805-Bogotá, 7 de octubre de 1880) fue un político, militar y bibliófilo colombiano.

## Biografía
Fue bautizado al día siguiente de su nacimiento, en El Santuario su pueblo natal, en la Viceparroquia de Nuestra Señora de Chiquinquirá por el presbítero Ramón Gómez. Sus padres, Don Pedro Pineda y Ramona Gómez eran descendientes de los fundadores de Marinilla:  Francisco Manzueto Giraldo, Juan Duque de Estrada y Fray Miguel de Castro. Don Pedro poseía una hacienda, Trojes, heredada de sus padres, que le permitía ser uno de los habitantes más acomodados de la zona. Además, su bisabuelo, el Capitán Antonio Gómez de Castro, fue el fundador del municipio de El Santuario.
Aprendió sus primeras letras en la escuela del pueblo de Marinilla fundada en 1790 por el presbítero Jorge Ramón Posada y dirigida por el maestro Antonio Jiménez. Luego, su padre lo envió a Bogotá al Colegio Mayor de San Bartolomé. Desde 1822 hasta 1825 asistió al curso de filosofía, física y matemáticas de José Félix de Restrepo. Posteriormente, inició estudios de derecho pero los abandonó al aceptar un cargo en la cartera de José Manuel Restrepo quien era secretario del interior durante el mandato del vicepresidente de la república, Francisco de Paula Santander. El 14 de octubre de 1826, Pineda fue nombrado oficial escribiente de la Secretaría de Hacienda.
Pineda siempre tuvo una buena amistad con Mariano Ospina Rodríguez y le ayudó a escapar y llegar a Antioquia tras los hechos de la Conspiración septembrina. Tanto Pineda como Ospina llegaron a Antioquia a finales de 1828 y el 28 de abril de 1829, fue nombrado Anselmo Pineda, oficial archivero de la Secretaría de Gobierno del departamento.
Su carrera militar se inició el 1.º de octubre de 1829 tras tomar parte en la insurrección liderada por José María Córdova con el rango de teniente primero. Se desempeñó con bastante astucia en la batalla de El Santuario. Tres días antes de este hecho, Córdova le solicitó a Anselmo que se trasladara a la hacienda de Trojes, propiedad de su padre, quien era irrestricto partidario del gobierno del libertador Presidente, con el propósito de tratar de descubrir la posición de las fuerzas del gobierno. Allí pudo constatar que O'Leary estaba en Vahos (hoy Granada). Con la información solicitada Pineda se escabulló en la noche y llegó hasta El Peñol donde estaba acampando Córdova, para comunicarle la posición enemiga. Al día siguiente, el 17 de octubre de 1829, se libró la batalla de El Santuario donde pereció Córdova y Pineda resultó herido de cuatro balazos. Fue recogido por el coronel Salvador Córdova, hermano menor del héroe de Ayacucho, y el capitán Braulio Henao, quienes no lo abandonaron. Años después, en 1851, cuando solicitó su retiro del ejército escribió al respecto:

Vagué con los malogrados coroneles Córdova y Manuel Antonio Jaramillo por los bosques de mi provincia para escapar de la proscripción que a consecuencia de la jornada de El Santuario de Antioquia nos impusieron personas que hoy poseen mi amistad.

Se recuperó durante tres meses en la casa de Salvador Córdova, asistido por Ana María Jaramillo de Córdova y por José María Arango. En 1831 Pineda se incorporó a las fuerzas de oposición contra el general Rafael Urdaneta y luchó con Salvador Córdova contra el general Carlo Castelli en el combate del Abejorral en abril de 1831 resultando vencedor el ejército opositor. Córdova asumió el mando civil y militar de la provincia de Antioquia y envió a Pineda a Bogotá con un mensaje para el vicepresidente Domingo Caycedo. Llegó a Bogotá en mayo de ese año y luego de realizar su encargo, por un corto tiempo, se enfiló las tropas de los generales López y Moreno.
Regresó a Antioquia y el 25 de mayo de 1831, se restableció a Anselmo Pineda, como oficial primero interventor de la Tesorería del departamento. Tuvo disputas con José Prieto, su superior hasta el punto de imprimir folletos, el redactado por Pineda se titula Exposición documentada que José Anselmo Pineda hace al público, confirmando con documentos irrefragables la perversidad del tesorero de Antioquia José Prieto: su ineptitud en el destino de tesorero y la injusticia de sus procedimientos Pineda regresó a Bogotá al finalizar 1831 y con ayuda de las recomendaciones de Salvador Córdova ante Obando, logró el grado de capitán.
Contrajo nupcias el 2 de septiembre de 1832 con la aristócrata payanesa María Josefa Valencia y Caicedo, conocida con el seudónimo de "La beata", sobrina nieta del empresario y filántropo caucano Pedro Agustín de Valencia y viuda de don Pedro Acevedo y Sánchez de Tejada, hijo del Tribuno del Pueblo José Acevedo y Gómez, y con quien procreó una hija, Eusebia Acevedo Valencia. Del matrimonio nacieron tres hijos: Antonio, quien siguió la carrera militar y en ella alcanzó el grado de coronel, casado con Margarita Cordovez Moure, hermana de José María, autor de las Reminiscencias de Santa Fe y Bogotá; Francisca, que abrazó la vida religiosa; y Vicenta, que contraería matrimonio con Ignacio Caicedo y Gutiérrez.

### Guerra de los supremos
En 1833 se le confirió el mando de la tercera compañía de la Guardia Nacional. En agosto de 1835 se le nombró ayudante del segundo jefe de las tropas acantonadas en Pasto. En 1839 participó en la Guerra de los Supremos, el 31 de agosto de ese año participó en el combate de Buesaco entre las fuerzas gobiernistas y las revolucionarias al mando de Antonio Mariano Álvarez.
A finales de marzo de 1841 Pedro Alcántara Herrán, recién posesionado en la presidencia, nombró a Pineda como Comandante Militar de Antioquia y como su segundo designó al sargento mayor Braulio Henao. Pineda fue ascendido a coronel efectivo de caballería el 30 de marzo de 1841 y con ese rango emprendió rumbo a Antioquia.  Luego llegó a Cali el 1.º de julio al mando del batallón número 5, compuesto por trescientos hombres para reforzar al coronel Joaquín María Barriga, jefe de las fuerzas ministeriales acantonadas en el Valle del Cauca y defender a Cali, contra el ataque de Obando. El 11 de julio de 1841 estos dos ejércitos se enfrentaron en el sitio de la Chanca cerca a Cali, donde Obando fue completamente derrotado. Para desterrar la provincia de Pasto de guerrillas el general Mosquera nombró a Pineda jefe militar de Pasto. Allí asumió la jefatura militar y el 21 de octubre fue nombrado gobernador de la Provincia.

### Estado del Istmo, Caquetá y Túquerres
El 19 de noviembre de 1840, la provincia de Panamá encabezada por Tomás Herrera proclamó la separación de la Nueva Granada, creando el Estado del Istmo. Mosquera envió a Panamá a Julio Arboleda mediar pero no fue escuchado. Para insistir en una segunda ocasión Rufino Cuervo, ministro de la Nueva Granada ante el gobierno del Ecuador, envió a Panamá en comisión de paz a Anselmo Pineda, exgobernador de Pasto, y a Ricardo de la Parra. El 31 de diciembre de 1841, se firmó un Tratado en que se reincorporaba el Istmo a la República de la Nueva Granada. Herrera quedó encargado de la gobernación de la provincia de Panamá. Domingo Caycedo rechazó el acuerdo y desterró por tres años a Herrera. Luego Pineda asumió la jefatura del Estado Mayor de Pedro Alcántara Herrán quien a su vez era el jefe del ejército de la Costa, donde procedió a restablecer el régimen constitucional y posteriormente el general Herrán lo nombra encargado de la comandancia militar de Santa Marta, posición que conservó hasta mayo de 1842, cuando viajó a Antioquia.
En 1843 asumió la gobernación de Panamá y poco tiempo después de posesionado, presentó el estado de la región que gobernaba Pineda impulsó la educación en la región, propuso entrenamiento para la hechura de sombreros de paja y fundó en la Ciudad de Panamá otra Sociedad Filantrópica, al igual que lo hizo en Medellín en 1842. En cuanto al Canal de Panamá apoyó el proyecto de Napoleón Garella quien proyectó un canal de esclusas con un túnel que partía de la Bahía del Limón, en el Atlántico, y llegaba a la bahía de Vaca de Monte en el Pacífico. Además proponía un ferrocarril que sería Construido por una compañía francesa. Este plan no fue realizado debido a un conflicto de intereses ingleses y franceses.
Tras ser nombrado presidente, Tomás Cipriano de Mosquera nombró a Pineda Prefecto de Territorio del Caquetá. Luego de llegar a la provincia, debido al largo viaje, gestionó ante el secretario de relaciones exteriores y mejoras internas la posibilidad de abrir un camino entre Territorio del Caquetá con la Provincia de Neiva. Su cargo duró poco, ya que a los pocos meses fue nombrado gobernador de la Provincia de Túquerres. Allí apoyó a Simón Rodríguez a crear una escuela para la región. El 28 de abril, 5 y 12 de mayo de 1849 aparecieron publicados en El Neo-granadino unos artículos escritos por Simón Rodríguez que llevan el título general de Extracto sucinto de mi obra sobre la educación republicana. Dichos artículos tenían la siguiente dedicatoria:

Para el señor gobernador de la provincia de Túquerres, coronel Anselmo Pineda.

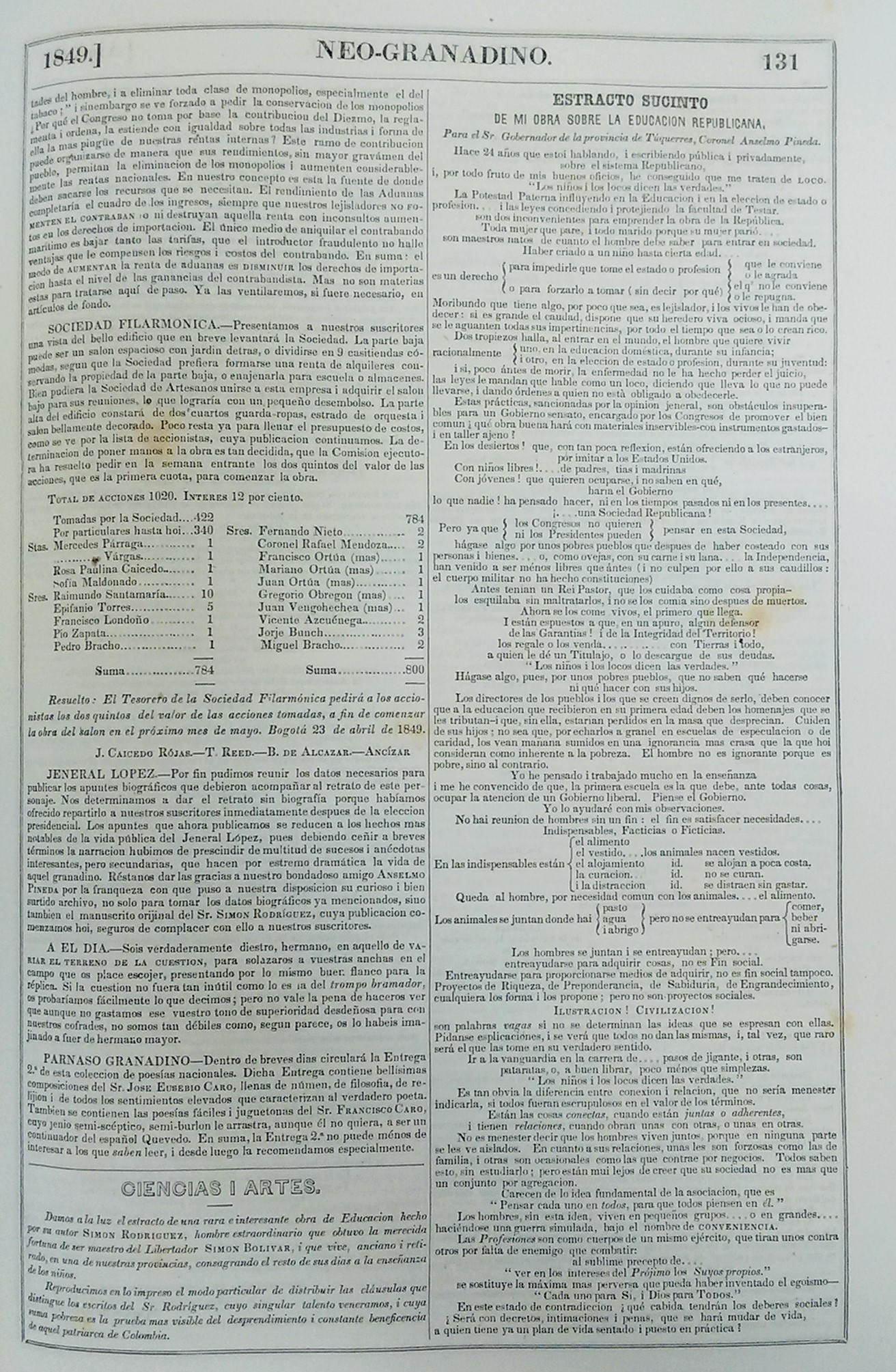
Primera entrega de la serie de artículos de Simón Rodríguez publicados en el periódico El Neo-Granadino el 28 de abril, 5 y 12 de mayo de 1849. Dedicatoria a Anselmo Pineda

En la Provincia de Túquerres recibió Anselmo Pineda la noticia de la muerte de su padre, Pedro Pineda, ocurrida en Marinilla en 1846. Al dejar su cargo en esta provincia, regresó a la Cámara de Representantes. Uno de los temas más debatidos durante 1847 fue la expulsión de los jesuitas. La posición que tuvo Pineda fue a favor de los jesuitas.
Participó en la Guerra civil colombiana de 1854 respaldando a Tomás Herrera quien asumió el poder constitucional en Chocontá el 21 de abril.
A sus setenta y un años, el 22 de septiembre de 1866, ingresó a la Logia Masónica Propagadores de la luz no. 1 y un año después fue elegido primer diácono de dicha organización.
Murió el 7 de octubre de 1880 en su casa 183 de la calle 14, de Bogotá. Anselmo Pineda fue enterrado en el Cementerio Central de Bogotá (sector derecho occidental).

## Fondo Pineda
Además de dedicar gran parte de su vida a la carrera militar, Pineda fue un gran bibliófilo. Reunió toda clase de libros, especialmente los relacionados con temas colombianos, folletos, hojas sueltas, panfletos, publicaciones monográficas y seriadas que abarcan desde 1774 hasta el siglo XIX  Realizó a la Biblioteca Nacional dos donaciones de su colección personal. En la primera ocasión Pineda ofreció al Congreso de la República comprar una parte, en 1849. Esta oferta fue aceptada en 1851. El gobierno le señaló una pensión de nueve mil seiscientos reales para los gastos de clasificación y pudo adquirir ocho mil fanegadas de tierras baldías en el sitio que el Coronel escogiese. La donación consistió en 425 volúmenes empastados además de numerosos impresos sueltos. Era director de la Biblioteca Nacional Vicente Nariño Ortega, quien se encontraba bastante enfermo.
En abril de 1851 se inició una nueva guerra civil a causa de la emancipación de los esclavos. Las colecciones de la Biblioteca Nacional fueron mutiladas y revolvió las obras, sin que el bibliotecario Vicente Nariño pudiera oponerse al encontrarse semiparalizado. Pineda por su parte, fue hecho prisionero y permaneció así varios meses hasta que el gobierno certificó su inocencia.
Luego de recuperar su libertad, el gobierno le encomendó a Pineda la misión de ir hasta Guaduas para trasladar la donación del general Acosta a la Biblioteca Nacional. Cumplido rigurosamente su oficio, el vicepresidente José de Obaldía, por decreto de 18 de agosto de 1852, resolvió nombrar a Anselmo Pineda para la custodia de las colecciones de obras nacionales dentro de la Biblioteca Nacional, acervo bibliográfico que tendría como base las donaciones de Joaquín Acosta, de Manuel Ancízar y del propio Pineda. Uno de los productos de su nombramiento fue el catálogo de
La segunda donación a la Biblioteca Nacional la realizó Pineda en 1868. El presidente Santos Gutiérrez, la aceptó por decreto del 30 de mayo de ese año. Era director de la institución, José María Quijano Otero.
En 1935 se publicó el catálogo del fondo Pineda el cual está constituido por mil ciento diez volúmenes y en 1978 doña Leonor Pineda de Uribe Cualla donó a la Biblioteca Nacional, entre otros libros, trece volúmenes de legajos y manuscritos que se incorporaron al Fondo Pineda por haber pertenecido al coronel.